# Tatarskite
La tatarskite è un minerale.